# 鲁本·瓦尔达尼扬
鲁本·卡尔连尼·瓦尔达尼扬（1968年5月25日—）是亞美尼亞商人與政治人物，曾任俄羅斯投資銀行「三方對話」（現俄联储投资银行）執行長，2021年《富比士》估計其財產達十億美元。2022年11月4日至2023年2月23日瓦尔达尼扬擔任阿爾察赫共和國國務部長，卸任後仍在阿爾察赫工作 。
2023年納戈爾諾-卡拉巴赫衝突爆發後，瓦尔达尼扬於9月27日試圖自阿爾察赫通過拉欽走廊前往亞美尼亞時，遭亞塞拜然邊防部隊逮捕，隨後被控非法入境亞塞拜然、資助恐怖主義、參與非法武裝組織等罪。

## 早年生活
鲁本·瓦尔达尼扬於1968年出生於蘇聯亞美尼亞蘇維埃社會主義共和國葉里溫，1985年入讀莫斯科国立大学經濟學院，期間於亞塞拜然與亞美尼亞參軍入伍，1992年畢業。

## 外部連結
- 官方網站 （页面存档备份，存于）